# 샤를로테 뷜러

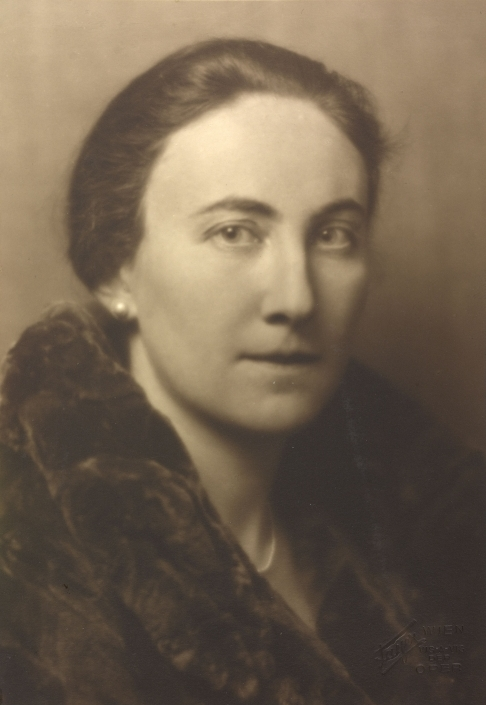

샤를로테 뷜러(1893년 12월 20일 ~ 1974년 2월 3일)는 독일계-미국인 발달심리학자이다.
베를린에서 태어나 1913년 고등학교를 졸업하고 프라이부르크 대학교와 베를린 훔볼트 대학교에서 자연과학과 인문학을 공부했다. 1918년 뮌헨 대학교에서 《사상의 기원에서: 사상심리학의 실험적 연구》(Über Gedankenentstehung: Experimentelle Untersuchungen zur Denkpsychologie) 논문을 통해 석사 학위를 받았다.

## 출판
- 《아동과 청년》(Kindheit und Jugend , 1928)
- 《인생의 도정》(Der menschliche Lebenslauf als psychologisches, 1968)